# クイズ!爆笑難問題
『クイズ!爆笑難問題』（クイズ ばくしょうなんもんだい）は、2000年10月3日から2001年10月2日までテレビ東京系列局で放送されたテレビ東京・PROTX共同製作のクイズバラエティ番組。放送時間は毎週火曜 23:55 - 24:35 (JST) 、テレビ東京系全国ネットの深夜番組放送枠『Gパラダイス』火曜の番組として放送。
なお、『クイズ!爆笑難問題』と題しての放送は厳密には2000年10月3日から2001年4月3日までであり、2001年4月10日から2001年10月2日までは『クイズ!爆笑難問題2』（クイズ ばくしょうなんもんだいツー）と題して放送されていた。しかし、『2』は新しいクイズが登場しただけで、番組の内容は『クイズ!爆笑難問題』と全く同じであるため、ここでは『2』および同タイトルで登場した新しいクイズも記載する。

## 概要
トークが主体の前番組『対爆笑問題』がリニューアルする形でスタートしたクイズバラエティ番組で、当時テレビ東京のアナウンサーだった家森幸子が司会を、爆笑問題の太田光と田中裕二が解答者を務めていた。タイトルが示す通り、普通では決して正解できない難問が出題されていた。『対爆笑問題』と同様に、番組タイトルロゴは太田の父・太田三郎によるものだった。
番組はその後、トークが主体の『爆笑問題の三者面談』にリニューアルする形で終了した。

## 出演者

### 司会
- 家森幸子（当時テレビ東京アナウンサー）

### レギュラー解答者
- 太田光（爆笑問題）
- 田中裕二（爆笑問題）

### その他の主な出演者
- 長井秀和

## ルール
解答者は爆笑問題の2人と男性ゲスト1人（1組）、女性ゲスト1人の計4人。男性ゲストは若手芸人であることが多く、女性ゲストはグラビアアイドルであることが多かった。
最終問題である「太田 光の挑戦状」以外の全ての問題で、司会のさじ加減で得点が与えられていた。正解なら10点獲得。ただし不正解でも、余程の的外れな解答でない限りは9点 - 1点の得点が与えられていた。そして、最も多く得点を稼いだ者にトップ賞が与えられた。トップ賞の賞品は特に決まっていなかったが、高級フルーツであることが多かった。同点でトップ賞が複数出た場合には、「ジャンケン」や「黒ひげ危機一発」で決勝戦を行った。

## 主なクイズ

### ゲストクイズ
ゲストが自分にまつわるクイズを出題する。得点は、司会のさじ加減で10点 - 0点が与えられた。全員不正解の場合には、クイズを出題したゲストに10点が与えられた。正解者がいても、内容が良い問題なら司会のさじ加減でクイズを出題したゲストにも9点 - 1点が与えられた。

### カップルクイズ
長井が街で見つけたカップルにインタビューをし、そこからクイズを出題。得点は、司会のさじ加減で10点 - 0点が与えられた。

### 家クイズ
長井が一般人の家の中をリポートし、そこからクイズを出題。リポートをヒントに、家主の似顔絵、趣味、性別、職業など、出題された3 - 4項目に答える。得点は1項目ごとに、司会のさじ加減で10点 - 0点が与えられた。

### メールクイズ
『クイズ!爆笑難問題2』から導入された新クイズ。長井が街行く人に携帯電話のメール履歴とその内容を見せてもらい、そこからクイズを出題。得点は、司会のさじ加減で10点 - 0点が与えられた。

### 太田 光の挑戦状
この番組の最終問題。太田がその場で腕立て伏せなど様々な事に挑戦。太田以外の解答者は、太田が何回出来るのか（何回目で成功するのか）を答える。ピタリ正解、もしくは近似値で一番近い解答をした者が得点を獲得できた。ただし、太田が全員の予想を上回る結果を出した場合には太田の勝ちとなり、得点も太田に与えられた。得点は必ず、その時点でトップの者と最下位の者の得点差を基準に決められていた。

## スタッフ
- 構成：高橋洋二、YAS5000、秋葉高彰
- 撮影：高橋良章、田畑純
- VE：池田正次
- 編集：大場浩二
- MA：迫久美雄
- 音効：丸山善之
- 番宣：笹原七重
- スタイリスト：植田雅恵
- メイク：小林朋子
- 協力：タイタン、プロシード
- 音楽協力：テレビ東京ミュージック
- 美術：アイエヌジー
- AP：斉藤隆之
- AD：管沼誠
- 演出：小野敏明
- プロデューサー：松本篤信、大庭竹修
- 製作：テレビ東京、PROTX